# Кирово (Ширинский район)
Кирово — деревня в Ширинском районе Хакасии. Входит в состав Черноозерного сельсовета.

## География
Находится в 56 км на северо-запад от райцентра и ж.-д. станции — Шира. С запада протекает Чёрный Июс в 400 метрах, с севера находится пресное озеро Ошколь в 3 км.

## История
Основана в 1875 с первоначальным названием Секта Новая (от хак. Сеектiг «Комариное место»), в отличие от рядом расположенного села Секта Старая.

## Население
| 2002 | 2010 |
| ---- | ---- |
| 200  | ↘135 |

## Инфраструктура
Есть магазин, больница. На всю деревню 5 стационарных телефонов, сотовой связи нет. Основная деятельность местного населения — сельское хозяйство. В основном разводят КРС, частично коневодство и овцеводство.
Общеобразовательная школа была 9 классов, до 2006 начальная (4 класса) и уже в 2009 году полностью закрыта, детям приходится ездить в соседнее село Чёрное Озеро, что в 12 км в сторону районного центра Шира.

## Транспорт
Деревня доступна автотранспортом.